# Ponteilla
Ponteilla (katalanisch Pontellà) ist eine französische Gemeinde im Département Pyrénées-Orientales in der Region Okzitanien. Sie ist dem Kanton Les Aspres und dem Arrondissement Perpignan zugeteilt. Die 3.012 Einwohner (Stand: 1. Januar 2022) werden Ponteillanais genannt.

## Geographie
Durch die Gemeinde fließt die Canterrane. Im Norden begrenzt der Canal de Perpignan die Gemeinde. Umgeben wird Ponteilla von den Nachbargemeinden Canohès im Norden, Pollestres im Osten, Bages im Südosten, Trouillas im Süden, Llupia im Westen sowie Thuir im Nordwesten. Zur Gemeinde gehört die Ortschaft Nyls. In die Gemeinde reichen die Weinbaugebiete Rivesaltes und Côtes du Roussillon hinein.
Die Autoroute A9 durchquert die Gemeinde.

## Bevölkerungsentwicklung
| Jahr      | 1962 | 1968 | 1975 | 1982 | 1990 | 1999 | 2006 | 2012 |
| --------- | ---- | ---- | ---- | ---- | ---- | ---- | ---- | ---- |
| Einwohner | 1026 | 1107 | 1082 | 1182 | 1521 | 1827 | 2540 | 2798 |

## Sehenswürdigkeiten
- romanische Kirche Saint-Étienne aus dem 11./12. Jahrhundert
- Ruine der Kirche Sainte-Marie in Nyls (heute: Kirche Saint-Martin)
- Garten von Ponteilla

## Persönlichkeiten
- Joan-Daniel Bezsonoff (* 1963), Schriftsteller, lebt(e) in Nyls